# Dr Pepper Ballpark
Le Dr Pepper Ballpark est un stade de baseball, d'une capacité de 10000 places, situé à Frisco, dans l'État du Texas, aux États-Unis.
Il est le domicile des RoughRiders de Frisco, équipe de baseball mineur, de niveau AA, affiliée aux Rangers du Texas et évoluant en Ligue du Texas.